# Infiniti Q45
Les berlines Infiniti Q45 étaient le fleuron de la gamme Infiniti jusqu'en 2006. C'est avec ce modèle que la marque est apparue en 1989 en Amérique du Nord. Inspirée des plus grosses berlines de la gamme japonaise de Nissan : la Nissan President, puis la Cima, elles étaient uniquement disponibles avec un V8 pour concurrencer les Cadillac, Lincoln, Lexus et autres Mercedes et BMW.

## Première génération (1989-1996)

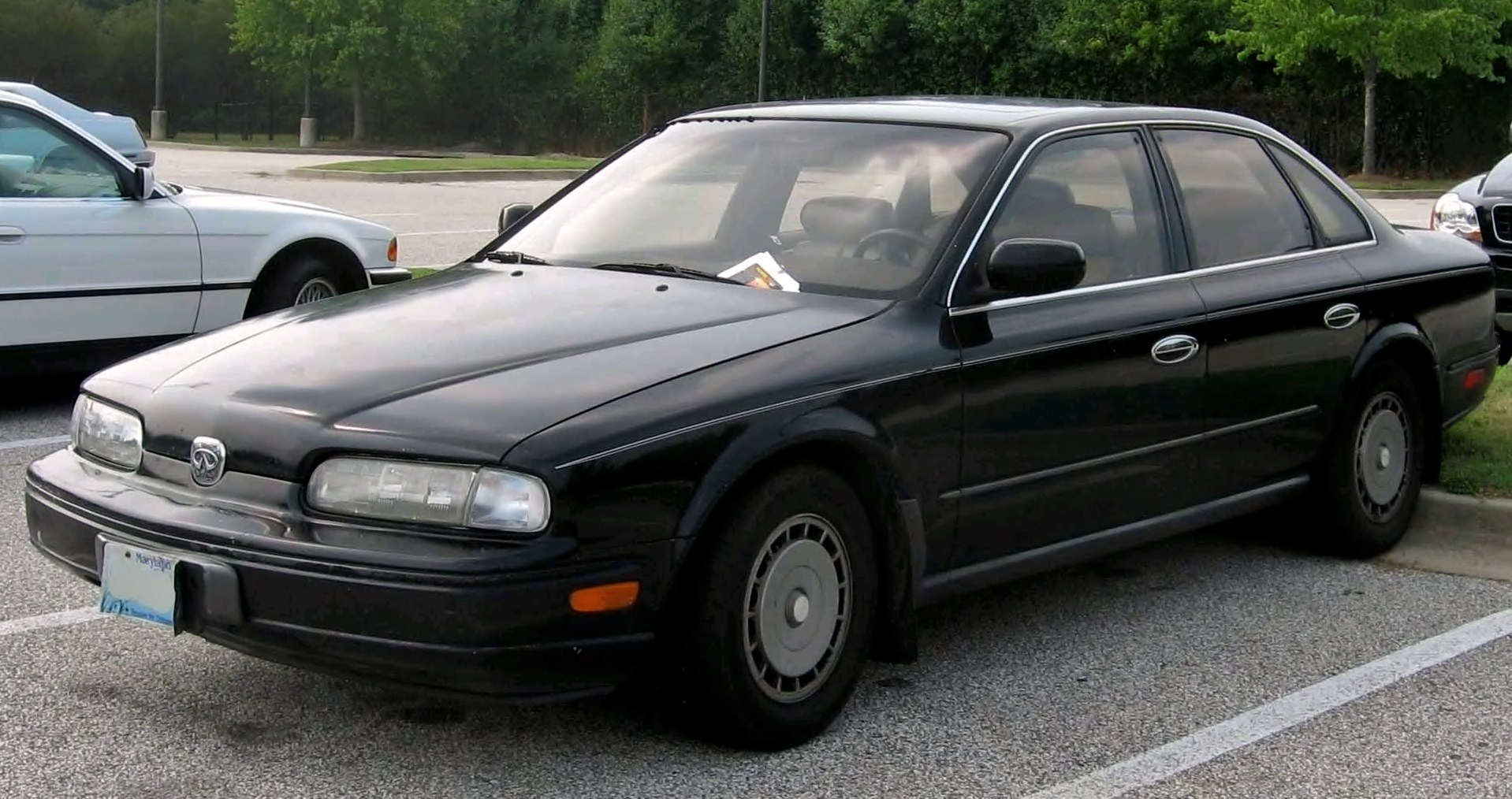
Q45 phase I

Premier modèle de l'histoire d'Infiniti, la Q45 a été lancée en 1989 en Amérique du Nord. Fondée sur la Nissan President des années 1990, la Q45 était le modèle le plus luxueux de la gamme. Elle était imposante par sa taille (plus de cinq mètres), mais aussi par son noble moteur essence.
En 1993, elle a reçu un restylage qui a touché plus particulièrement la face avant avec de nouveaux feux et une calandre redessinée.

### Motorisation
Un seul moteur essence :
- Q45 : V8 4,5 L 276 ch.

Il était uniquement disponible avec une boîte auto à quatre rapports.

### Galerie photos

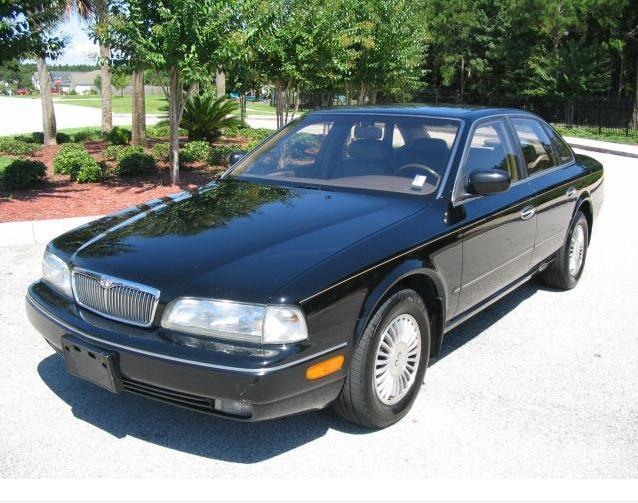
1995 Q45
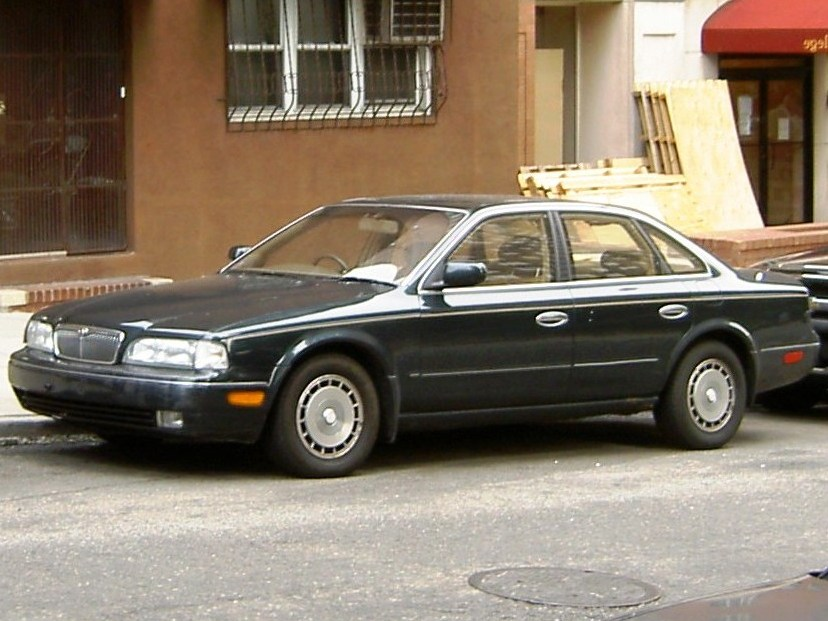
Q45 1re génération
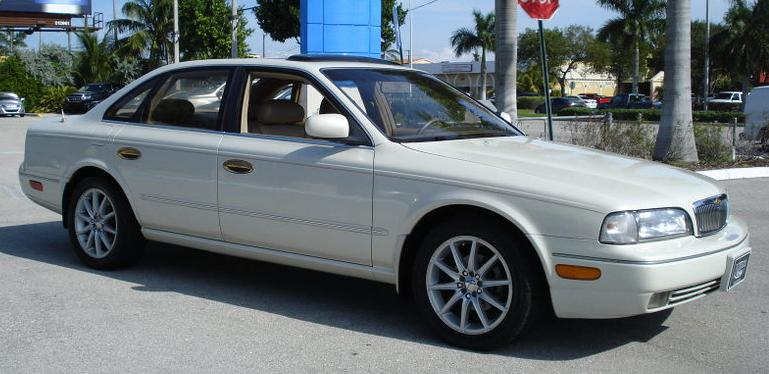
1995 Q45

## Deuxième génération (1996-2001)
Apparue en 1996, cette seconde génération de Q45 n'est plus dérivée de la Nissan President mais de la Cima. Elle se laisse distancer par la plupart de ses concurrentes surtout au niveau de la motorisation, car son V8 est moins puissant que celui de la précédente Q45.

### Motorisation
Elle a gardé le même V8 que la première Q, mais il est dégonflé :
- Q45 : V8 4,1 L 266 ch.

Elle était disponible uniquement en boîte auto à quatre rapports.

### Galerie photos

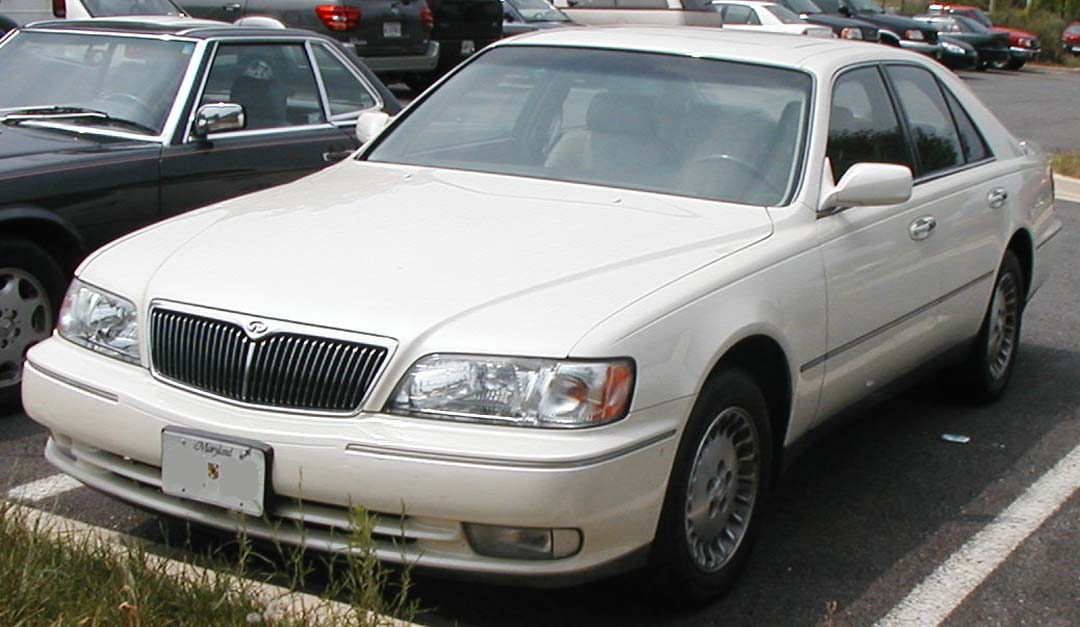
Q45 2e génération
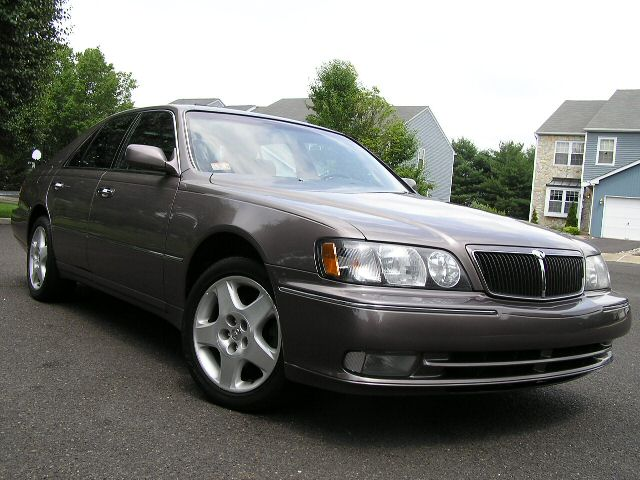
Q45 2e génération
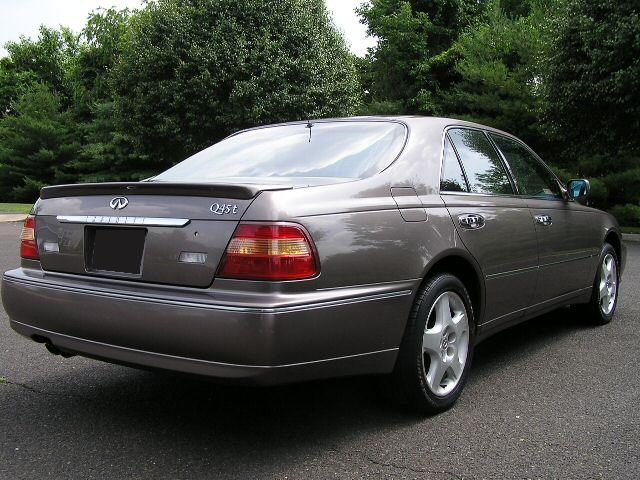
Q45 2e génération

## Troisième génération (2001-2006)
En 2001, est arrivée la troisième et dernière génération de Q45. Celle-ci a corrigé les erreurs de ses ainées et dispose d'un moteur bien plus performant que celui de la génération précédente (+74 ch). Elle a pu bénéficier d'un restylage en 2005, qui la fit grandir de quelque petits centimètres. Elle a déserté la gamme Infiniti courant 2006 et aucune remplaçante n'est encore annoncée. C'est aux berlines M45 d'assurer le passage de témoin.

### Motorisation
Un unique moteur essence :
- Q45 : V8 4,5 L 340 ch.

Ce moteur est couplé à une boîte auto à cinq rapports.

### Galerie photos

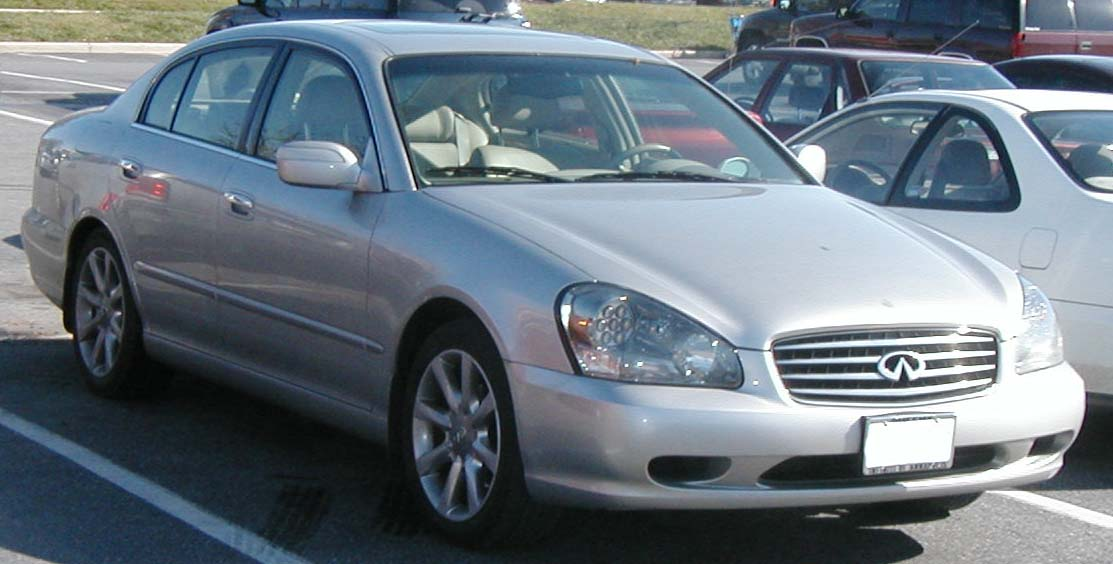
Q45 3e génération
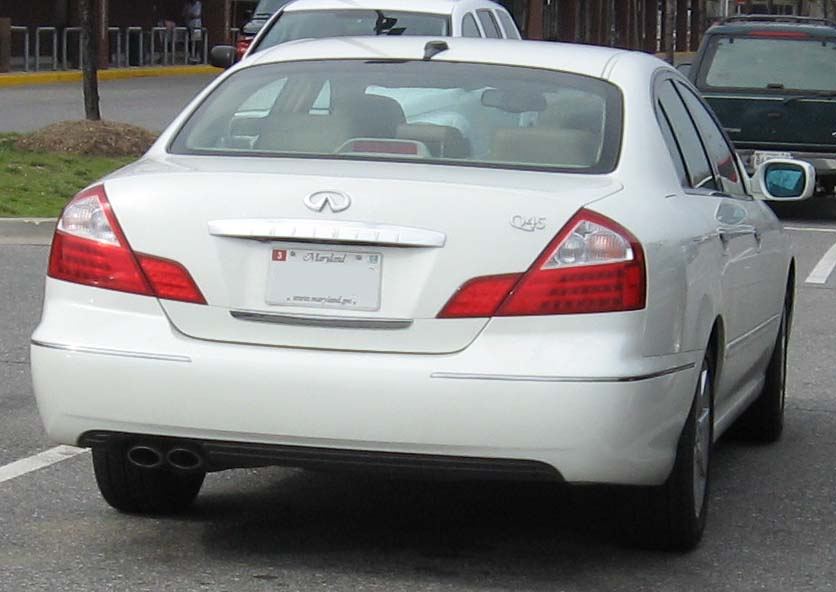
Q45 3e génération
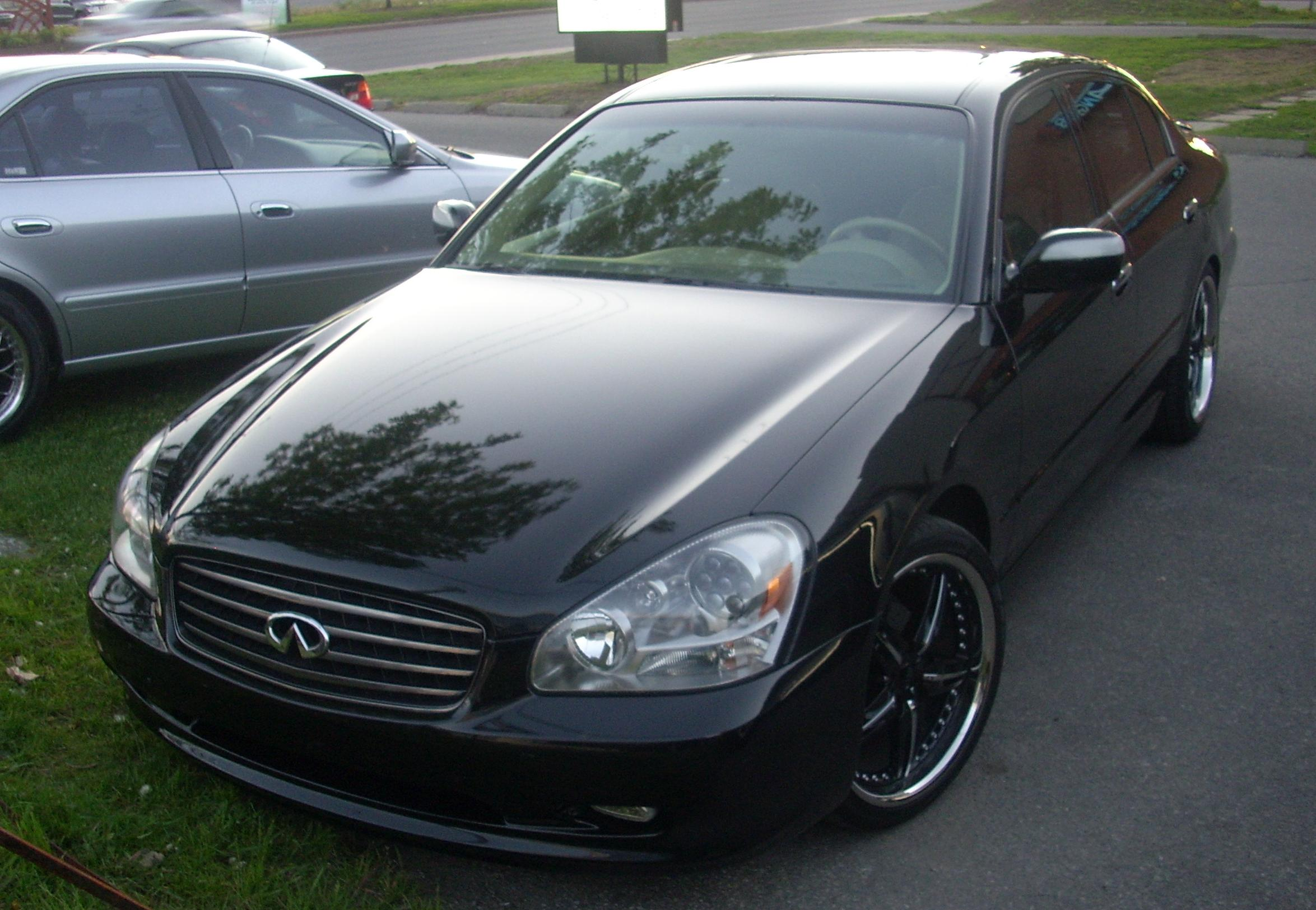
Q45 3e génération